# Okrug Roosevelt, Novi Meksiko
Roosevelt je okrug u američkoj saveznoj državi Novom Meksiku.

## Stanovništvo
Prema popisu stanovništva 2010., stanovnici su 76,9% bijelci, 1,8% "crnci ili afroamerikanci", 1,3% "američki Indijanci i aljaskanski domorodci", 0,9% Azijci, 0,0% Havajci ili tihooceanski otočani, 3,2% dviju ili više rasa, 15,9% ostalih rasa. Hispanoamerikanaca i Latinoamerikanaca svih rasa bilo je 39,9%.

## Vanjske poveznice
- Postal History Poštanski uredi u okrugu Rooseveltu, Novi Meksiko